# Baluard de Sant Antoni
El Baluard de Sant Antoni és un dels onze que tingué la muralla de Barcelona i fou redescobert el 2013 durant les obres de remodelació del Mercat de Sant Antoni. De planta pentagonal, fa 90 m de longitud, 2,10 m d'amplada conservada i 2,33 m d'alçada, i està bastit en carreus de pedra de Montjuïc i un cos intern de pedra i morter de calç. La contraescarpa té una llargada una mica superior.

## Història

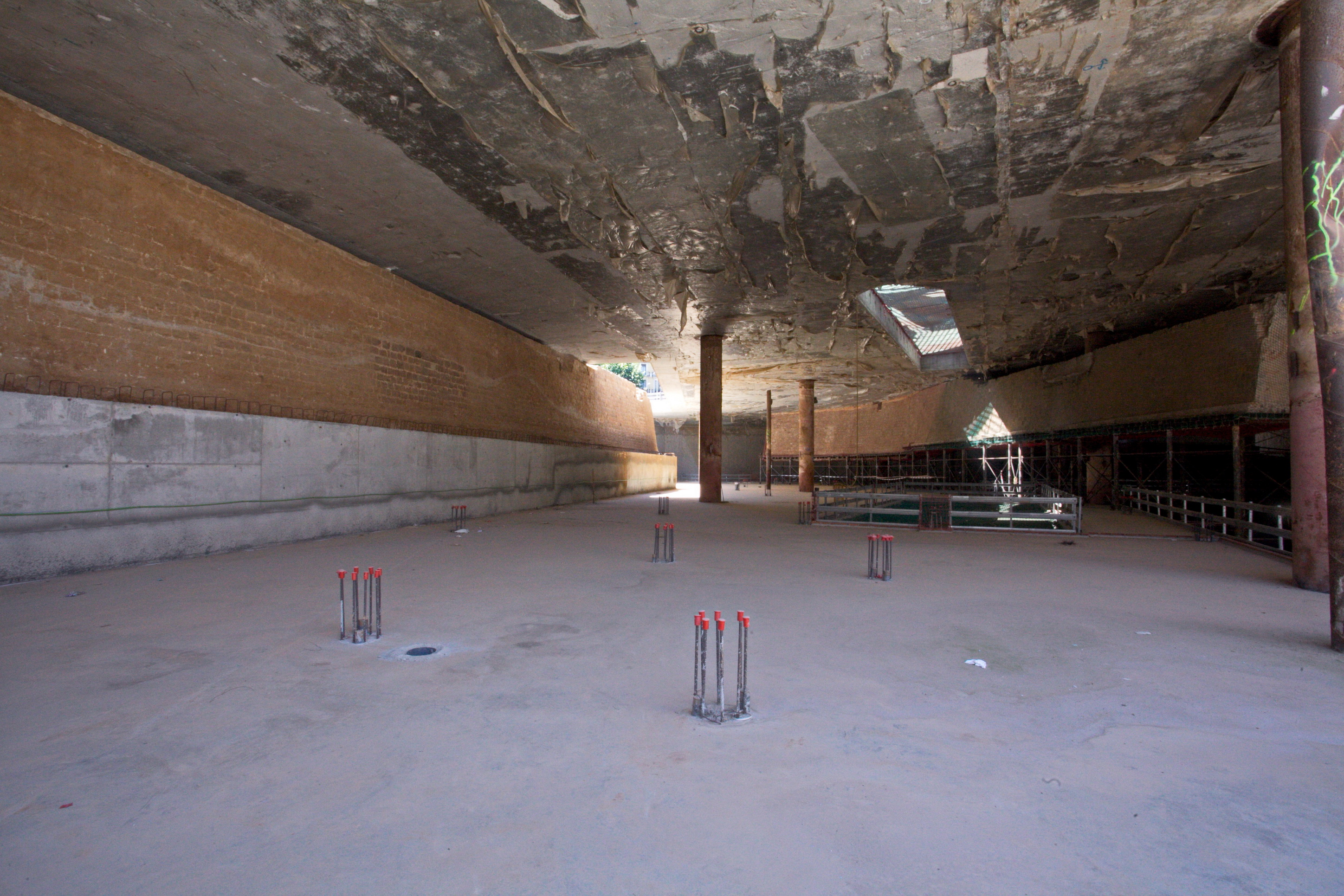
Muralla i baluard de Sant Antoni (esquerra) i la contraescarpa (dreta) descoberts durant les obres de remodelació del mercat el 2015

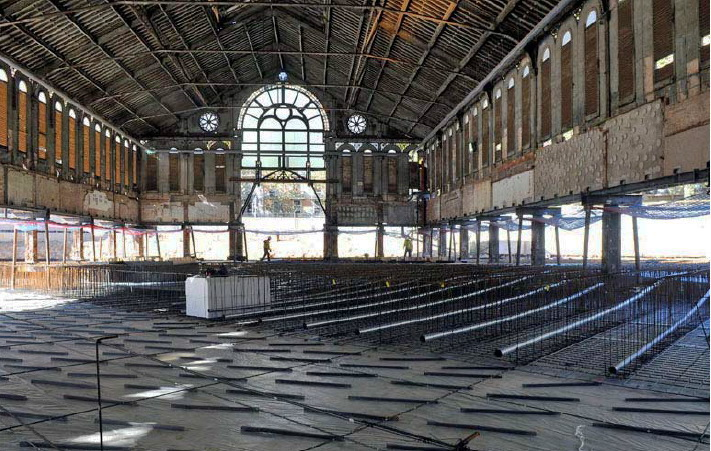
Mercat suspès sobre les seves columnes mentre es construeix la llosa que l'ha de sostenir

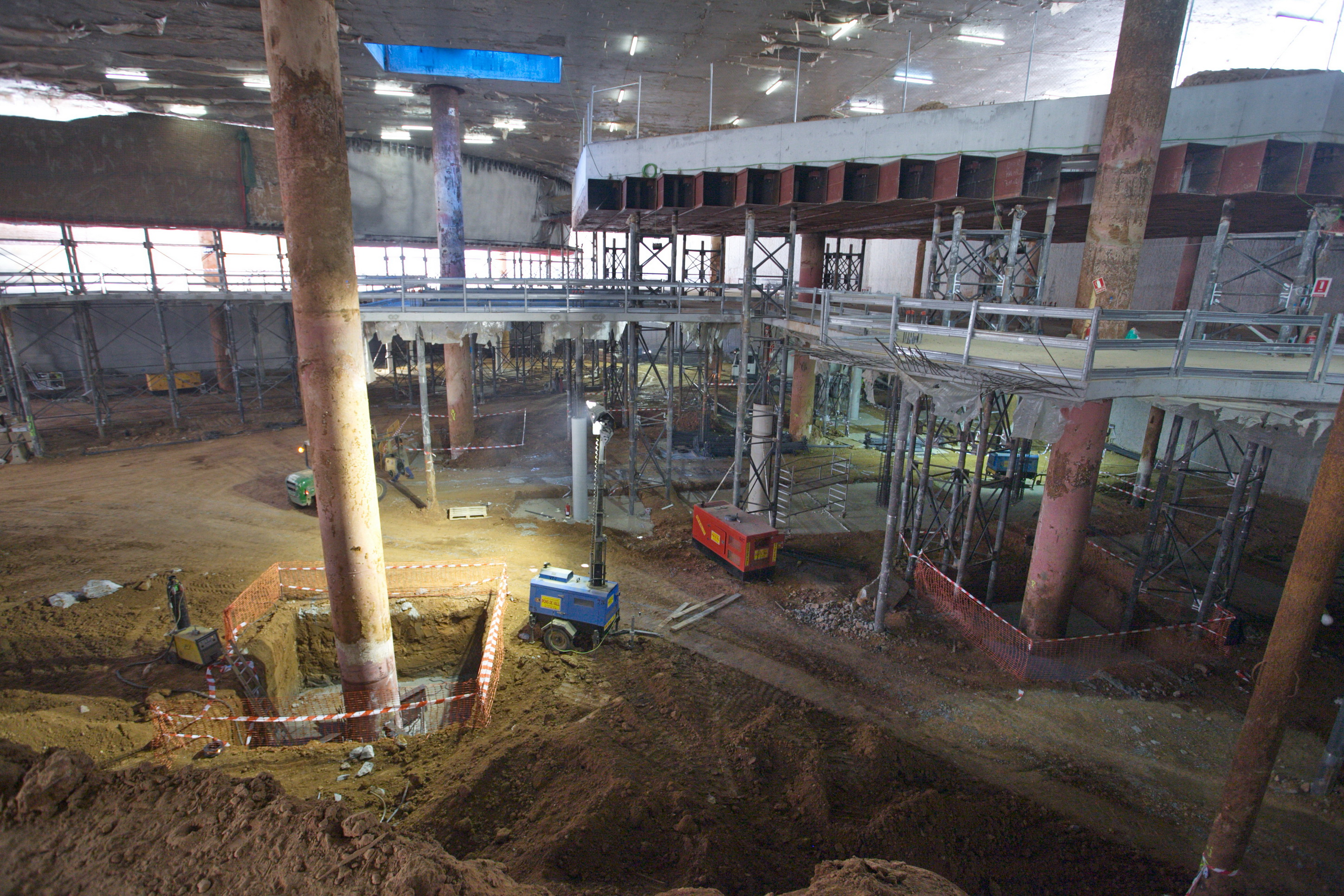
Espai soterrani de 160.000 m³ abans de començar a construir les plantes de pàrquing i serveis. Les grans columnes centrals son algunes de les que sostenen la llosa de formigó de 10.000 m² on s'assenta el mercat original. A dalt a la dreta s'observa el voladís construït per sostenir la via Augusta trobada.

El portal de Sant Antoni era la porta triomfal de la ciutat, per on entraven reis, prínceps i ambaixadors pel camí que venia de l'Aragó. El seu nom provenia d'una capella als seus voltants sota l'advocació d'aquest sant, i es trobava flanquejat per dues torres de planta poligonal: la de Sant Urbà, situada a la dreta, i la de Sant Ivó, a l'esquerra. A mitjan segle xvii, i a causa dels canvis en estratègia militar i armament durant la Guerra franco-espanyola (1635-1639) i la dels Segadors (1640-1652), es continuà amb les reformes del recinte emmurallat iniciades a principis de segle, principalment amb la construcció de nous baluards com el de Sant Antoni, a partir de l'any 1644, o el de Santa Madrona, el 1647, que actuessin de reforç defensiu i protecció de les muralles medievals, el darrer dels quals s'aixecà després del Setge francès de Barcelona de 1697. D'aquesta manera, tot just abans de la Guerra de Successió, la ciutat quedà protegida per onze baluards: el de Llevant, el de Santa Clara, el del Portal Nou, el de Sant Pere, el de Jonqueres, el de l'Àngel, el de Tallers, el de Sant Antoni, el de Santa Madrona, el de Sant Francesc i el de Migdia. De la cortina situada entre els baluards de Sant Antoni i Santa Madrona partia una línia atrinxerada que comunicava amb el perímetre fortificat del Castell de Montjuïc.
Amb l'enderrocament de les muralles el 1854, el baluard fou desmuntat parcialment, conservant-se només la meitat sud, on s'edificà una nova caserna per l'aquarterament de 130 homes d'infanteria i pavellons per a oficials. Aquesta reforma va permetre la comunicació directa entre el carrer de Sant Antoni Abat i la carretera de Madrid (actual avinguda de Mistral) fins a l'any 1871, quan el consistori barceloní aprovà el projecte del nou Mercat de Sant Antoni, per al qual Ildefons Cerdà ja havia reservat una illa sencera en el seu Pla d'Eixample.
El març del 2007 s'hi van efectuar les primeres prospeccions arqueológiques prèvies a la reforma integral del mercat i es van localitzar les restes del baluard. Entre juliol i desembre del 2009, un cop el mercat va estar buit de parades, uns nous sondejos van permetre localitzar altres trams del baluard i el seu sistema defensiu (fossat, contraescarpa, camí cobert i glacis). També es va localitzar un tram de la carretera de Madrid, de la segona meitat del segle xix. La primera fase de prospeccions, enderroc de l'interior del mercat i eliminació de totes les construccions perimetrals i adossades al recinte van acabar a la fi de l'any de 2010. La segona fase de les obres va consistir en l'establiment d'una gran infraestructura que permetés la construcció de quatre plantes soterrades per sota de l'edifici original sense desmuntar-lo ni traslladar-lo. Constaven d'una caixa perimetral amb murs de contenció per a protegir de moviments del subsòl els edificis del voltant, una llosa de formigó armat a nivell del rasant original sobre la qual descansa tot l'edifici del mercat, que havia estat elevat i suspès mentre es construïa aquesta nova base sota seu. La llosa, de gairebé 10.000 m² i 1,2 m de gruix, descansa sobre els murs perimetrals i sobre una dotzena de grans pilars de 16 m d'alçada.
La següent fase va consistir a buidar 160.000 m³ de terra sota la llosa, on es construirien les quatre plantes de soterrani dedicades a ampliació de zona comercial, àrea de logística, magatzems i zona de descàrrega de mercaderies i pàrquing per al públic. Durant aquesta fase es van tractar les troballes arqueològiques que s'havien identificat durant les prospeccions del terreny, procedint a integrar-les dins l'espai, la qual cosa va comportar alteracions al projecte original i la pèrdua d'una part de l'espai comercial previst al primer soterrani. Entre gener i març del 2011, es varen documentar estructures anteriors a la construcció del baluard i el seu sistema defensiu.
Entre agost i desembre del 2012 s'hi va fer una nova excavació fins a la cota inferior d'on havia de ser la llosa del mercat. Al pati del carrer del Comte Borrell es va trobar una masia del segle xvi amb unes basses per l'aigua, un pou i una sínia. Havien estat enderrocades i amortitzades al segle xvii quan es va reforçar la muralla amb el baluard. Sota aquesta masia es va localitzar un tram de via romana. Mentre hi havia diferents trams de la llosa en construcció, es van intensificar els treballs arqueològics d'excavació de la via romana i les estructures funeràries associades, així com el buidatge del fossat que permetia veure l'extensió total del baluard i contraescarpa.

### Via Augusta i la centuriació de Bàrcino

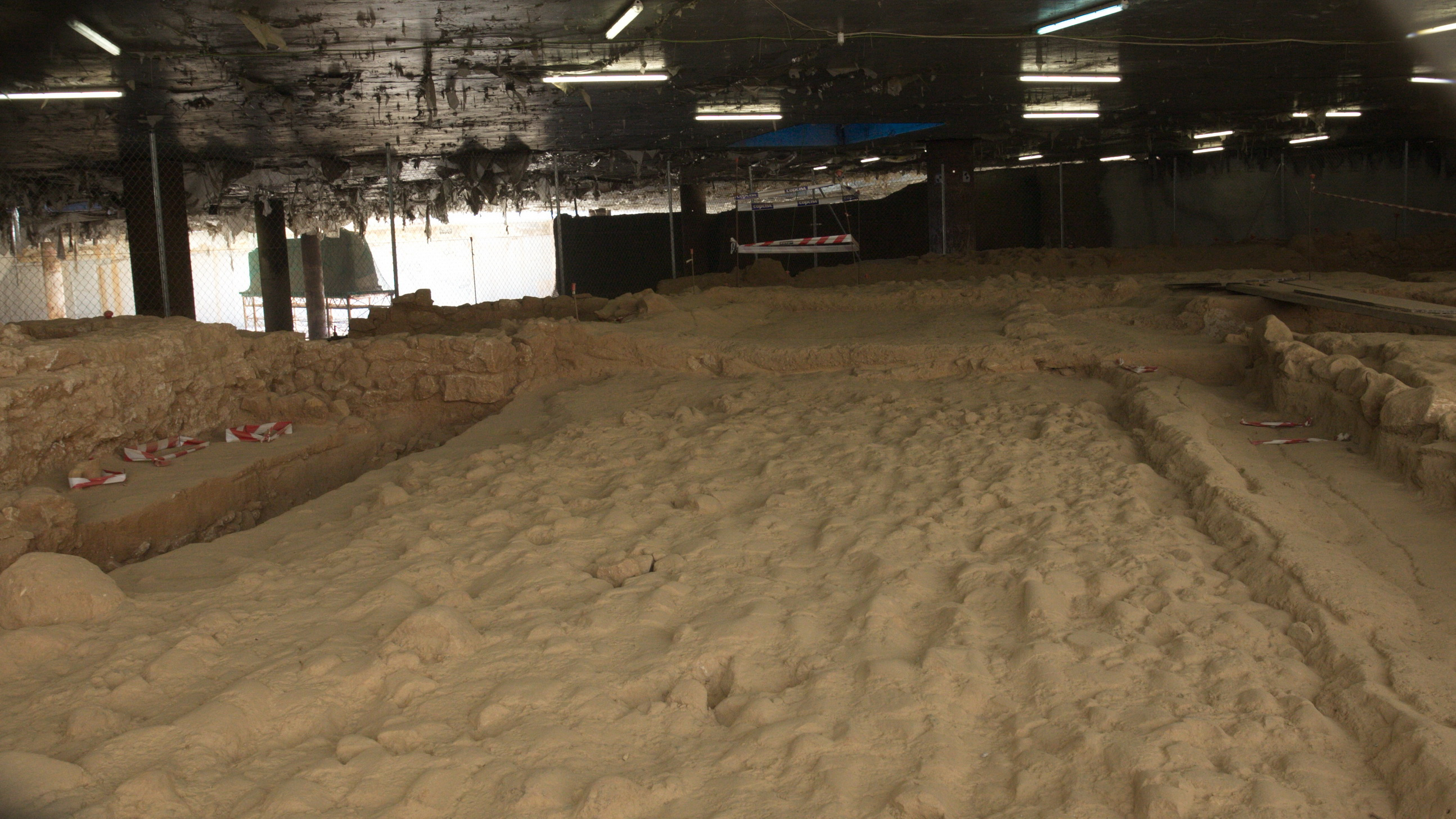
Via Augusta trobada al recinte del mercat

La fundació de Bàrcino per August cap a l'any 10 dC va coincidir amb la reforma viària del nord-est de la Península, moment en què es va construir l'eix costaner de la Via Augusta. Unia Roma amb Gades (Cadis), es bifurcà per connectar les ciutats litorals de Blandae (Blanes), Iluro (Mataró), Baetulo (Badalona) i Bàrcino. El seu recorregut coincideix amb vies de comunicació modernes com la N-340, i és molt difícil que s'hagi conservat la calçada original. La troballa es considera insòlita i s'ha conservat perquè una gran riuada, al voltant del segle ii dC, va cobrir el camí i la necròpolis que hi havia a banda i banda. Després d'aquesta gran destrucció, es va decidir fer el camí uns metres més al sud, i aquest fet va salvar la calçada original fins als nostres dies.
L'altre element singular d'aquesta descoberta ha estat la identificació d'un dels eixos de centuriació romana (centuriatio o limitatio) de l'ager de la colònia, que estructurava el territori que l'envoltava amb una quadrícula de 15 x 20 actus. L'orientació era condicionada pel relleu, cosa que també va afectar la de la colònia.